# Філософська школа
Філософська школа  — це філософські погляди конкретного філософа, які підтримує, розвиває певне коло філософів-послідовників. Поняття філософська школа є одним із критеріїв класифікації філософських вчень.
Кілька філософських шкіл можуть об'єднуватися в одній філософській течії. Так, впливова в західній філософії течія позитивізму об'єднує школу першого історичного позитивізму ХІХ ст. О.Конта, Д.Ст. Мілля, Г.Спенсера, школу другого позитивізму (кінець ХІХ  — початок ХХ ст.) — емпіріокритицизму Е.Маха, Р.Авенаріуса, школу неопозитивізму Віденського гуртка М.Шліка, Р.Карнапа, О.Непрата (та ін. у 20 —30-х роках ХХ ст.) і школу американського, насамперед «логічного емпіризму» в 40 —60-х роках ХХ ст.